# الفتح العربي لقيقان
الفتح العربي لقيقان (بدلاً من ذلك كيكان أو كيكان أو كيكان أو كيكان ) عبارة عن حملة عسكرية قام بها الخلفاء الراشدون والأمويون ضد جاتس كيكان، في باكستان الحالية.  واجهت مملكة كايكان عدة غزوات من الخلافة. وفي عهد الخليفة المعتصم ، استولى العرب على هذه المنطقة بنجاح بعد هزيمة الجت.

## تاريخ
ويذكر المؤرخون البلاذري وابن سعد وخليفة بن خياط أن أول غارة كانت في عام 658 م. وكانت كايكان تُعرف عندهم باسم القيقان وتقع بالقرب من كويتا. وقد شارك في هذه الغارة الحارث بن مرة العبدي وصايفي بن فيل الشيباني. 

تخطيط اسم رابع الخُلفاء الراشدين عَلِيُّ بْنُ أَبِي طَالِبٍ. بدأت أولى مُحاولات فتح قيقان في عهده.

وفي عهد الخليفة الرابع علي، أُرسلت حملتان إلى السند، إحداهما في عام 38هـ، والأخرى في عام 40هـ، بقيادة حارس وتغار أو صاغر على التوالي، وقد لاقت كلتاهما النجاح. 
وفي عصر معاوية بن أبي سفيان ذكر الذهبي وخليفة بن خياط حملة إسلامية جديدة لفتح القيقان وكانت بقيادة الصحابي سنان بن سلمة بن المحبق الهذلي في سنة 41 هـ, وكان الجيش الإسلامي بقيادة سنان قادما الى السند فأتاهم نبأ قدوم عدد كبير من جيش مملكة براهمة نحوهم واستطاع القائد سنان بن سلمة وجيش المسلمين الانتصار عليهم وفتح بلاد القيقان ولم يصب من جيش المسلمين الا رجل واحد.
وينقل ر.س. ماجومدار رواية البلاذري أن زعيم الجيش الإسلامي قُتل مع جميع أتباعه باستثناء عدد قليل، لكنه ( البلاذري ) يشير في الواقع إلى حملة هاريس الثانية التي قادها، ليس في زمن علي ، ولكن في خلافة معاوية الأول ، في عام 42 هـ (663 م). ولذلك لا يمكن القول بأن الحملات المرسلة في زمن علي كانت نتائجها كارثية.  وقد قُتل الحارث وأصحابه في هذه المعركة سنة 42 هـ (663م).   كانت هذه ضربة قوية للخليفة، وعلى مدى العشرين عامًا التالية، جعل كل خليفة متعاقب من كيكان هدفًا خاصًا للغزو وأرسل ما يصل إلى ست بعثات، فشلت خمس منها في تحقيق أي تأثير دائم في السند. 
الأمير عبد الله بن عامر، أو الخليفة معاوية نفسه، يقال أنه أرسل عبد الله بن سوار العبدي إلى السند. ويقال أنه قاتل في كايكان واستولى على بعض الغنائم، لكن يقال أنه قُتل على يد الأتراك. 
عُيِّن زياد بن أبيهي (المعروف أيضًا باسم زياد بن أبي سفيان) في عهد معاوية الأول رشيد بن عمر الجديدي، أحد أفراد قبيلة الأزد، ليتولى مهام الحدود في السند. أضحى الجديدي أول عربي يحقق انتصارًا في معركة ضد كايكان، إلا أنه لقي مصرعه على يد الميد.  ثم قام زياد بتعيين المنذر (مكتوب أيضًا المنذر) بن الجارود العبدي (المعروف أيضًا باسم أبو الأشعث) في السند. ويقال أن المنذر هو الذي غزا كيكان. 
غزا محمد بن القاسم (694 - 715) السند حين كانت كايكان تحت حكم الجات.  كانت بلاد كايكان تقع في مثلث جنوب شرق أفغانستان ، وقد غزاها القائد العربي عمران بن موسى البرمكي (ابن موسى بن يحيى ) بشكل حاسم من الجت في عهد الخليفة المعتصم بالله (833-881). وفي عهده، أُرسلت حملة أخرى ضد الجات الذين استولوا على الطرق المؤدية إلى حجر . وقد تغلبوا عليهم بعد صراع دموي دام خمسة وعشرين يومًا. 

## العواقب
أطلق العرب على جثث ( زوت ) قيقان اسم القيقانية . كان العديد من الزوتس القيقانيين قد أسروا بين عامي 659 و664 على يد عبد الله بن سوار العبدي إلى العراق، الذي تم تعيينه حاكمًا للمناطق المحيطة بالسند.  قُتل العبدي نفسه في إحدى الحروب ضد الزوتس القيقانيين في عام 667 وأعادوا احتلال قيقان.  كانت وحدات الزوت القيقانية هذه مسلحة دائمًا بالسهام، سواء من الفرسان أو المشاة، وكانت تعتبر من أفضل الرماة في الخلافة، وكانت تعمل كمجموعة مساعدة لشرطة الشرطة .  تم إرسال القيقانية والبخارية ، وهي وحدة جنود إيرانية، لقمع ثورة زيد بن علي في عام 740 من قبل الخلافة الأموية. 